# Ozola microniaria
Ozola microniaria là một loài bướm đêm trong họ Geometridae.